# Базилика на оглашените
„Свети Димитър“ или Базиликата на оглашените (на гръцки: Βασιλική των Κατηχουμένων Σερβίων) е средновековна православна църква в южномакедонския град Сервия, Егейска Македония, Гърция. Църквата е бивша епископска катедрала на Сервийската епископия.
Базиликата на оглашените е разположена в северозападния край на града, под Сервийската крепост. Построена е около 1000 година на основите на раннохристиянски храм и е преустройвана няколко пъти от XII до XVI век. Представлява трикорабна базилика с притвор и наос, повишен среден кораб и оберлихт. Пътеките са разделени от стени, пробити от четири сводести отвора. В първата фаза си фаза църквата е еднокорабна, покрита с дървена фронтонен покрив, а наосът е бил свързан със страничните чрез трибелон. В църквата има три слоя стенописи. Първият е съвременен на първата фаза на храма, вторият е от XIII век, по времето на епископ Михаил, а третият, фрагменти от който са открити по време на последните разкопки, може да се датира XV – XVI век. Църквата е в развалини.